# 美ら海からの年賀状
『スペシャルドラマ・美ら海からの年賀状』（スペシャルドラマ・ちゅらうみからのねんがじよう）は、フジテレビ系で、2007年12月14日の21:04 - 22:52（JST）に放送されたテレビドラマである。21:00 - 21:04には見どころが放送され、その後本編が放送された。
なお、通常この時間帯は『金曜プレステージ』というタイトルの単発特別番組枠としてテレビドラマなどが放送されているが、本作は同枠の企画ではない。視聴率は9.4%だった。

## 出演者
- 浦崎信夫：時任三郎
- 国仲千尋：比嘉愛未
- 宮下幸太：水嶋ヒロ
- 森田和也：須賀健太
- 浦崎エリ：大後寿々花
- 大将：ゴリ（ガレッジセール）
- 小原吾朗：川田広樹（ガレッジセール）
- 島袋紀夫：西村雅彦
- 菅原麗子：黒谷友香
- 武田義彦：宇梶剛士
- 大島嘉吉：小野武彦
- 浦崎寛子：床嶋佳子
- 森田芳子：菊池桃子
- 坂井泰博：山崎一
- 砂川学：林和義
- 佐藤恭一：皆川猿時
- 知念明美：平岩紙
- 金城真：宮下雄也（RUN&GUN）
- 山城海人：川端竜太
- 田中碧海
- 龍田梨恵
- 児玉頼信

ほか

## スタッフ
- 脚本：秦建日子
- 主題歌：夏川りみ「涙そうそう」
- プロデュース：清水一幸、森安彩（共同テレビ）
- 演出：都築淳一
- ロケ協力：沖縄フィルムオフィス、小山町フィルムコミッション、フィルムコミッションあしがら、旭川市、美瑛町、東川町ほか
- スタジオ：東宝ビルト
- 協力：全日本空輸
- 特別協力：沖縄美ら海水族館、海洋博覧会記念公園管理財団
- 制作協力：共同テレビジョン
- 制作：フジテレビドラマ制作センター
- 制作著作：フジテレビ